# 胡垣
胡垣，江南昆山人，清朝政治人物。监生出身。
乾隆十七年（1752年），擔任清朝廣州府新安縣知縣。后由沈永寧接任。